# Izzat Ghazzawi
Izzat (al-)Ghazzawi (Deir al-Ghusun, 4 de diciembre de 1951 - Ramala, 4 de abril de 2003) fue un profesor, escritor y crítico de literatura palestino, cuyos textos se centraban en los problemas y el sufrimiento causados por la ocupación israelí de los territorios palestinos y en su propio sufrimiento personal.

## Biografía
Nacido el 1951, estudió literatura y fue profesor de la Universidad de Birzeit. Miembro del Consejo Palestino por la Justicia y Paz, y el año 1997 presidió la primera Conferencia Internacional de escritores palestinos.
Hijo de refugiados de una extensa familia que había huido a Cisjordania en 1948, Izzat Ghazzawi escribió su primera obra a los trece años de edad. Se licenció en Literatura Americana y Británica y trabajó como profesor en la Universidad de Birzeit. Fue presidente de la Unión de Escritores Palestinos, autor de novelas y relatos breves y crítico literario y organizó y presidió la primera Conferencia Internacional de Escritores de Palestina (1997). 
También fue miembro de la mesa ejecutiva del Consejo Palestino para la Justicia y la Paz. Las autoridades israelíes lo encarcelaron y castigaron en diversas ocasiones a causa de sus actividades políticas. Lo que le resultó más difícil de soportar en estos períodos fue la separación de su familia, especialmente de sus seis hijos, a los que solo podía ver de dos en dos durante treinta minutos cada quince días.
Una reunión con escritores israelíes en 1992, ante la que, en un principio, se mostraba reticente, le supuso un punto de inflexión. Fue entonces cuando empezó a ver en sus colegas israelíes interlocutores para construir un futuro en el que palestinos e israelíes serían iguales en todos los aspectos de la vida.

## Actividad social
Su vida estuvo marcada por la muerte de su hijo Ramy de 16 años en 1993, a manos del ejército israelí. Ramy fue asesinado en el patio del colegio al acudir en ayuda de un amigo herido.
El año 1995 fue galardonado con el premio Internacional por la libertad de expresión a Stavanger (Noruega) y el 2001 a compartir el Premio Sajarov por la Libertad de Conciencia, concedido por el Parlamento Europeo, con la israelí Nurit Peled-Elhanan y el angoleño Domo Zacarias Kamwenho. Cuando la presidenta del Parlamento Europeo, Nicole Fontaine, presentó su Premio Sajarov en 2001, le rindió homenaje por haber «alimentado incansablemente la causa de la paz y el diálogo entre los pueblos israelí y palestino. Su arrojo nunca ha flaqueado a pesar de la cárcel y la censura y, aún más, de la pérdida irreparable de su hijo Ramy de 16 años». En el Parlamento Europeo, Ghazzawi pidió la curación que podemos lograr si somos «capaces de entender mutuamente nuestras necesidades».
Poco después de la muerte de su hijo, publicó, junto con el escritor israelí Abraham B. Yehoshúa y el fotógrafo italiano Oliviero Toscani, un libro sobre las relaciones entre israelíes y palestinos que alcanzó un éxito clamoroso.